# آكيو يوشيدا
آكيو يوشيدا (باليابانية: 吉田 明生) (3 ديسمبر 1986 في كاناغاوا في اليابان – )؛ هو لاعب كرة قدم ياباني سابق كان يلعب كلاعب وسط.

## وصلات خارجية
- آكيو يوشيدا على موقع رابطة كرة القدم اليابانية للمحترفين (اليابانية)
- آكيو يوشيدا على موقع Soccerway.com (الإنجليزية)